# Lunca, Botoșani
Lunca là một xã thuộc hạt Botoșani, România. Dân số thời điểm năm 2002 là 4951 người.